# نبرد بیروت (۱۱۲۶)
نبرد بیروت (انگلیسی: Battle of Beirut)، نبردی بود میان نیروهای صلیبی مدافع شهر و نیروهای خلافت فاطمی در نزدیکی بیروت که با عقب‌نشینی و پیروی نیروهای صلیبی همراه بود